# Spondylurus semitaeniatus
Spondylurus semitaeniatus là một loài thằn lằn trong họ Scincidae. Loài này được Wiegmann mô tả khoa học đầu tiên năm 1837.